# Johann Georg Juchem
Johann Georg Juchem (* 20. Juli 1939 in Leverkusen; † 5. März 2003 in Bonn) war ein deutscher Hochschullehrer und Wegbereiter der Kommunikationstheorie.

## Leben
Juchem studierte von 1959 bis 1965 Philosophie und promovierte 1968 zum Thema „Über die Entwicklung des Begriffs des Schönen bei Kant“. 1970 bis 1973 war er wiss. Mitarbeiter am Institut für Kommunikationsforschung und Phonetik (IKP), Bonn, und von 1973 bis 1983 wiss. Assistent. Juchem wurde 1983 mit einer Arbeit über „Kommunikation und Vertrauen“ habilitiert. Nach seiner Ernennung zum außerplanmäßigen Professor übernahm er zahlreiche Lehrstuhlvertretungen u. a. in Bonn, Hagen und Essen. 1989 wurde er zum apl. Professor am Institut für Kommunikationsforschung und Phonetik an der Universität Bonn ernannt.
1995 bis 1996 arbeitete er an einem Projekt der DFG über Kommunikationssemantik, Konstruktivismus und Künstliche Intelligenz.

## Lehre
Juchem wirkte hauptsächlich am Bonner Institut für Kommunikationsforschung und Phonetik als Assistent von Gerold Ungeheuer. Er leitet seine Thesen aus zeichentheoretischen und erkenntnistheoretischen Überlegungen ab. Bedeutsam sind hier insbesondere die Begriffe der Reflexivität und der Ethnomethodologie. Er entwickelt in seiner Lehre eine umfangreiche Kommunikationssemantik. Zentral ist dabei die Annahme, dass Kommunikation prinzipiell fallibel sei, d. h. zwar eine Möglichkeit der Verständigung vorhanden sei, die regelmäßig auch gelinge, man aber in letzter Konsequenz keine Gewissheit darüber erlangen könne, ob ein Mensch sein Gegenüber verstanden habe, da jeder über eine individuelle Welttheorie verfüge und niemand das Bewusstsein eines Gegenübers teilen könne, um festzustellen, ob die sprachliche Anweisung eines Kommunikationsteilnehmers auch exakt zum intendierten inneren Vollzug der Handlung geführt hat. Mit dieser Theorie nimmt er in der Kommunikationswissenschaft eine relativ radikale Position ein.

## Werke
- Der notwendig konfliktäre Charakter der Kommunikation. Alano-Verlag, 1985.
- Konstruktion und Unterstellung. Ein kommunikationstheoretischer Versuch.  Nodus, 1989. ISBN 978-3-89323-213-0
- Kommunikation und Vertrauen. Rader, 1988.
- Kommunikationssemantik. 1998. ISBN 978-3-89323-653-4